# 菲内斯特雷特
菲内斯特雷特（法語：Finestret，法語發音：[finɛstʁɛt] ⓘ）是法国东比利牛斯省的一个市镇，位于该省中西部，属于普拉德区。

## 地理
菲内斯特雷特（42°36'58"N, 2°30'41"E）面积8.43 平方千米，位于法国奧克西塔尼大區东比利牛斯省，该省份为法国大陆部分最南部的省份，涵盖了北加泰罗尼亚，北起奥德省，西接阿列日省和安道尔，南与西班牙接壤，东临地中海。
与菲内斯特雷特接壤的市镇（或旧市镇、城区）包括：万萨、若克、格洛里亚讷、巴耶斯塔维、埃斯皮拉德孔夫朗。

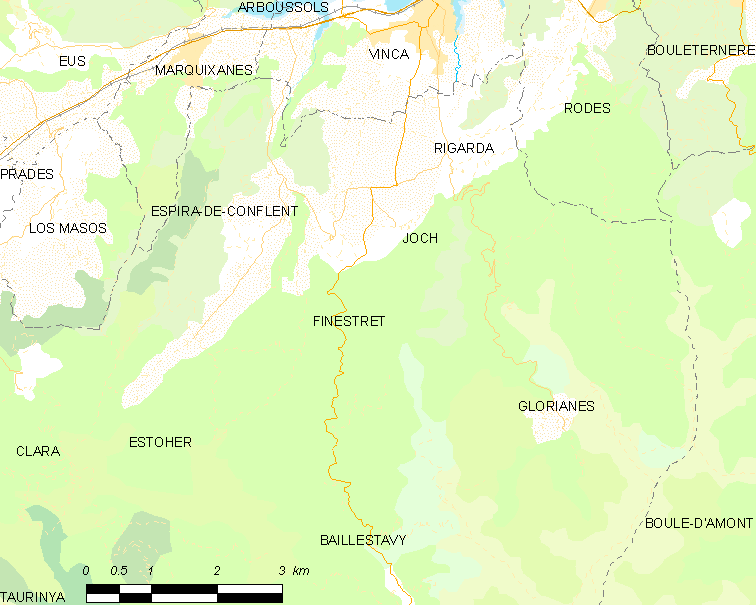
菲内斯特雷特的OSM定位图

菲内斯特雷特的时区为UTC+01:00、UTC+02:00（夏令时）。

## 行政
菲内斯特雷特的邮政编码为66320，INSEE市镇编码为66079。

## 政治
菲内斯特雷特所属的省级选区为勒卡尼古县。

## 人口

1962-2008年间菲内斯特雷特人口变化图示

菲内斯特雷特于2022年1月1日时的人口数量为201人。